# Gouvernement Urkullu II
 Pays basque
Urkullu I Urkullu III
Le gouvernement Urkullu II est le gouvernement du Pays basque entre le 28 novembre 2016 et le 8 septembre 2020, durant la XIe législature du Parlement basque. Il est présidé par le nationaliste Iñigo Urkullu.

## Historique
Dirigé par le président nationaliste sortant Iñigo Urkullu, ce gouvernement est constitué d'une coalition entre le Parti nationaliste basque (PNV) et le Parti socialiste du Pays basque-Gauche basque-PSOE (PSE-EE-PSOE). Ensemble, ils disposent de 49,3 % des sièges du Parlement basque.
Il est formé à la suite des élections basques du 25 septembre 2016 qui voient la chute du PSE-EE-PSOE, le recul du Parti populaire du Pays basque et d'Euskal Herria Bildu, la légère amélioration du résultat du PNV et la percée de la coalition Elkarrekin Podemos.

## Composition
| Fonction                                                                                  | Titulaire | Titulaire                                                                   | Parti  |
| ----------------------------------------------------------------------------------------- | --------- | --------------------------------------------------------------------------- | ------ |
| Président du gouvernement                                                                 |           | Iñigo Urkullu Renteria                                                      | PNV    |
| Conseiller à la Gouvernance publique et à l'autogouvernement Porte-parole du Gouvernement |           | Josu Iñaki Erkoreka Gervasio                                                | PNV    |
| Conseillère au Développement économique et aux Infrastructures                            |           | María Arantza Tapia Otaegi                                                  | PNV    |
| Conseillère à l’Emploi et aux Politiques sociales                                         |           | Beatriz Artolazabal Albeniz                                                 | PNV    |
| Conseiller à l'Environnement, à la Planification territoriale et au Logement              |           | Iñaki Arriola López                                                         | PSE-EE |
| Conseiller aux Finances et à l'Économie                                                   |           | Pedro María Azpiazu Uriarte                                                 | PNV    |
| Conseillère à l'Éducation                                                                 |           | Cristina Uriarte Toledo                                                     | PNV    |
| Conseiller à la Santé                                                                     |           | Jon Darpón Sierra (jusqu'au 18/03/2019) Miren Nekane Murga Eizagaechevarria | PNV    |
| Conseiller au Tourisme, au Commerce et à la Consommation                                  |           | José Alfredo Retortillo Paniagua (jusqu'au 28/02/2019) Sonia Pérez Ezquerra | PSE-EE |
| Conseiller à la Culture et à la Politique linguistique                                    |           | Bingen Zupiria Gorostidi                                                    | PNV    |
| Conseillère à la Sécurité                                                                 |           | Estefanía Beltrán de Heredia Arroniz                                        | PNV    |
| Conseillère au Travail et à la Justice                                                    |           | María Jesús Carmen San José López                                           | PSE-EE |